# Lalandia

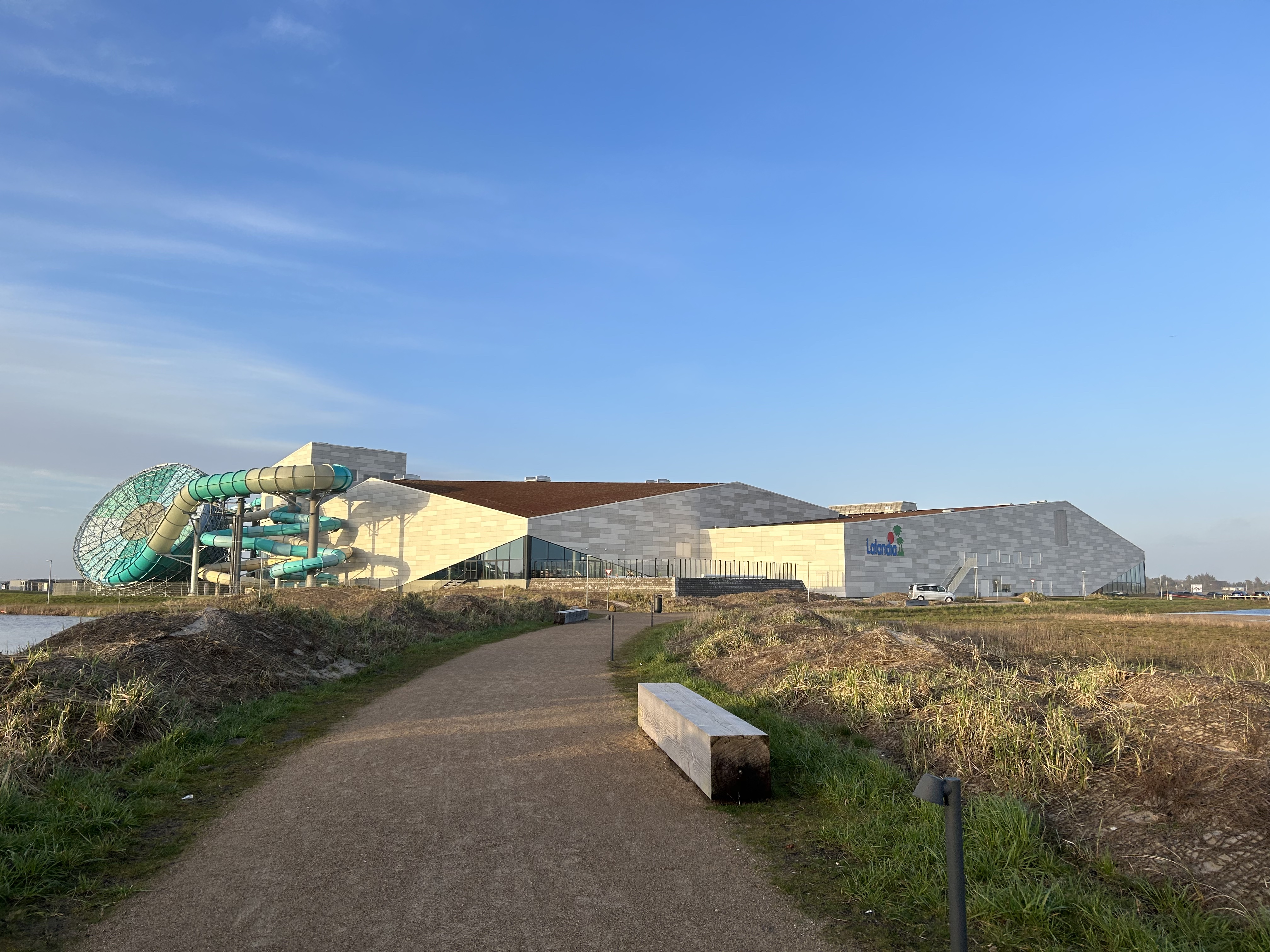
Lalandia Søndervig

Die Lalandia A/S ist ein dänischer Ferienpark-Betreiber. Der Hauptsitz des Unternehmens ist in Billund, Sydjylland. Es betreibt aktuell 3 Ferienparks. Diese liegen in Rødby an der Ostseeküste auf der dänischen Insel Lolland (Lalandia Rødby), in Billund (Lalandia Billund) und in Søndervig, Midtjylland an der Nordseeküste (Lalandia Søndervig). Alle drei Parks haben zusammen jährlich ca. 1 Million Besucher. Sie gehören damit zu den meistbesuchten Touristenattraktionen Dänemarks. Die meisten Gäste kommen aus Dänemark, Norwegen, Schweden und Deutschland. Die Idee für Lalandia hatte der damalige Bürgermeister der Stadt Rødby, Hans Christiansen, nach einem Center-Parcs-Besuch in den Niederlanden. Die Gesellschaft wurde 1988 mit der Eröffnung des ersten Parks in Rødby gegründet. Dies erklärt den Firmennamen. Lalandia ist der lateinische Begriff für Lolland. Seit 2004 befindet sich die Lalandia A/S zu 100 % im Besitz von PARKEN Sport & Entertainment A/S, die unter anderem auch Eigentümer des FC Kopenhagen ist.
Die Parks bestehen aus Ferienhäusern, die man über Lalandia mieten kann und einem Erlebnisbad, genannt Aquadome. Bestandteil des Aquadome ist auch immer ein Erlebniscenter mit mehreren Indoor-Attraktionen und Restaurants, die von Park zu Park variieren. Die Parks verfügen ebenfalls über verschiedene Outdoor-Attraktionen. Die Ferienhausmiete beinhaltet den Zugang und die Nutzung des Aquadome.
Ein weiterer Park ist derzeit in Planung. Er soll im schwedischen Motala entstehen.

## Lalandia Rødby

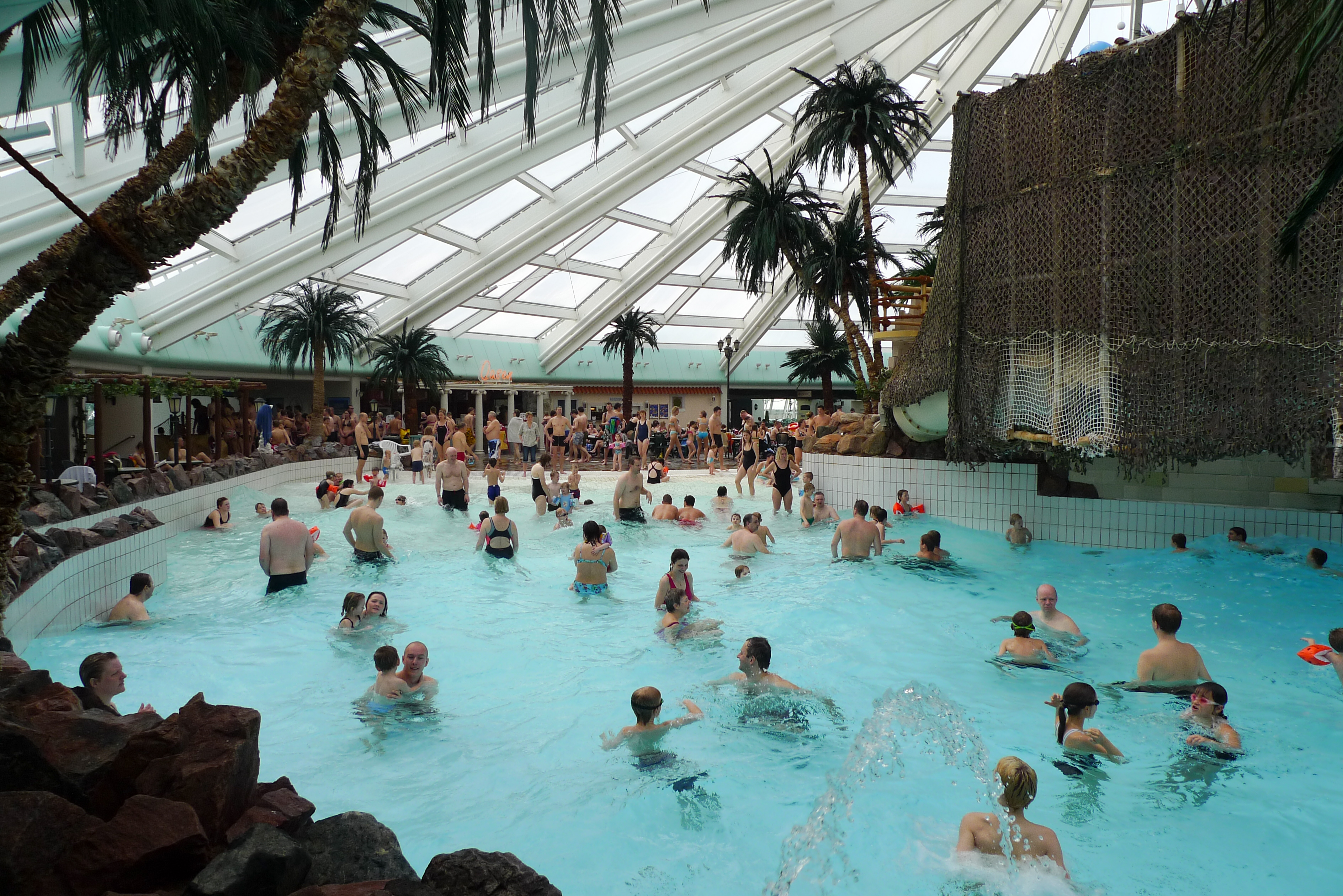
Lalandia Rødby

Lalandia Rødby wurde von 1986 bis 1988 gebaut und 1988 mit dem Aquadome eröffnet. Bauherr war Ejnar Jensen. Seitdem wurde der Park stetig erweitert, so zum Beispiel um Bowlingbahnen, eine Eisbahn, Wasserrutschen und das Lalandia-typische Indoorspielland genannt Monkey Tonkey Land, sowie einen Supermarkt. Die Fläche des Parks umfasst über 25.000 m2. 2021 zählte der Park 330.000 Gäste.

## Lalandia Billund

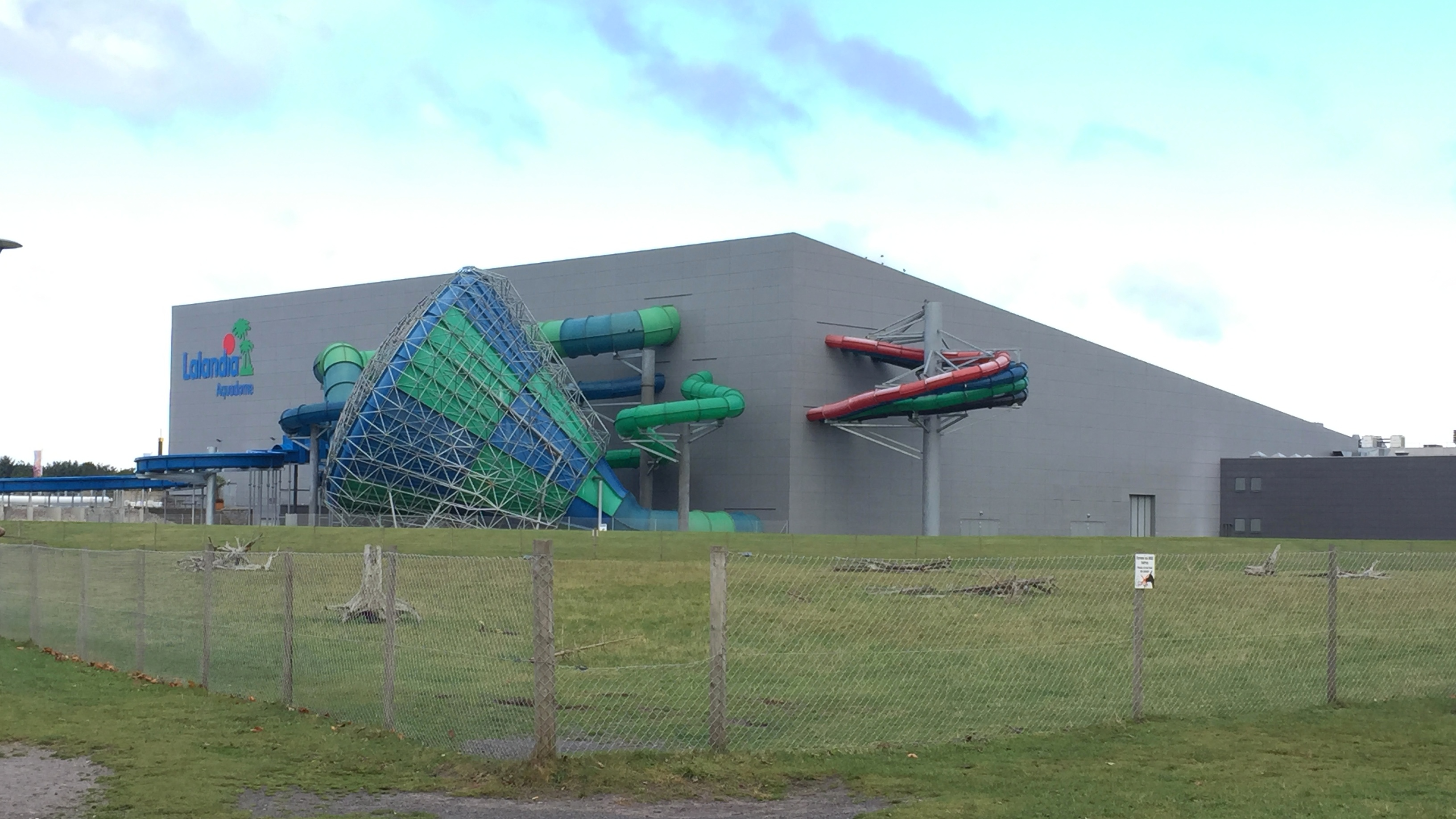
Lalandia Billund

Lalandia Billund wurde am 24. April 2009 eröffnet. Der Aquadome ist mit 10.000 m² Skandinaviens größtes Erlebnisbad. Es gibt weiterhin eine 2.500 m2 umfassende WinterWorld, Bowlingbahnen, Restaurants, einen Adventure Park mit einem 16 Meter hohem Outdoor-Kletterturm, sowie das Monkey Tonkey Land und einen Supermarkt. 2021 wurde der Park von 450.000 Gästen besucht.

## Lalandia Søndervig
Lalandia Søndervig wurde am 9. Juni 2022 eröffnet und ist aktuell der neueste Park. Er ist 15.000 m2 groß und hat 483 Ferienhäuser. Es werden im ersten Betriebsjahr ca. 500.000 Gäste erwartet.  Der Park verfügt ebenfalls über einen großen Aquadome mit 14 verschiedenen Wasserrutschen und einer WaveSurf-Anlage, das Monkey Tonkey Land, sowie eine Padel-Tennis-Anlage und einen Mini Market.

## Historie
- 1988: Lalandia Rødby wird eröffnet.
- 1989: Ejnar Jensen verkauft Lalandia an die Sparkasse Bikuben/BG Bank (jetzt Danske Bank).
- 1999: Die BG Bank verkauft Lalandia an die REKA-gruppen.
- 2000 – 2001: Lalandia Rødby wird um Bowlingbahnen und eine Sporthalle erweitert.
- 2002: Lalandia Rødby wird um eine Eisbahn erweitert und die Kapazitäten der Restaurants werden erweitert.
- 2003: Der Aquadome in Rødby wird erweitert. Nach der Erweiterung ist er Dänemarks größtes Erlebnisbad.
- 2004: Lalandia wird an PARKEN Sport & Entertainment A/S verkauft.
- 2004 – 2005: Es werden 38 Luxusferienhäuser gebaut. Das Erlebniscenter erhält ein Café und High Jump Trampolin. Das   Monkey Tonkey Land wird ebenfalls erweitert.
- 2008: Der Aquadome erhält einen Außenbereich
- 2009: Ein 3-D Kino mit 2 Sälen wird eröffnet.
- 2009: Lalandia Billund wird am 24. April eröffnet.
- 2012: Lalandia Rødby wird um die Wasserrutschen „Tornado“ und „Pipeline“  erweitert.  Die Winter World wird in Lalandia Billund eröffnet.
- 2013: Lalandia Rødby feiert 25-jähriges Jubiläum.
- 2015: Lalandia Billund wird um Europas längste Wildwasserbahn (Wild River 168 Meter)  erweitert.
- 2016: Im Lalandia Rødby wird der Angelsee „Put and Take“ eröffnet.
- 2017: Lalandia Billund wird um die Wasserrutsche „Twister“ erweitert.
- 2022: Lalandia Søndervig wird am 9. Juni eröffnet.